# Jenny Schulz
Jenny Schulz (* 28. November 1983 in Frankfurt (Oder)) ist eine ehemalige deutsche Duathletin, Triathletin, mehrfache Deutsche Meisterin und Duathlon-Europameisterin auf der Langdistanz von 2014. Sie wird in der Bestenliste deutscher Triathletinnen auf der Ironman-Distanz geführt.

## Werdegang
Ihr sportlicher Werdegang begann 1997 beim Fußballverein KV Frankfurt (Oder), wo sie bis 2003 aktiv war. 2003 zog sie nach Frankfurt am Main, wo sie bis heute lebt.
Bis 2006 war Jenny Schulz im Laufsport aktiv. Ende dieses Jahres begann sie mit dem Duathlon und in der Folge auch mit Triathlon. 2010 und erneut 2011 wurde sie Deutsche Duathlon-Meisterin auf der Kurzdistanz. 2012 erzielte sie den zweiten Platz.

### Vizeweltmeisterin Duathlon 2011
2011 wurde sie Vierte bei der Duathlon-Europameisterschaft und im September wurde sie in Spanien Vizeweltmeisterin auf der Duathlon-Kurzdistanz – nur zwei Sekunden hinter der Britin Katie Hewison.
Im französischen Nancy wurde sie im September 2012 Sechste bei der Duathlon-Weltmeisterschaft und erreichte im Mixed-Team den dritten Rang. Im April 2013 wurde sie in Holland Dritte bei der Duathlon-Europameisterschaft.

### Duathlon-Europameisterin Langdistanz 2014
Im April 2014 wurde Jenny Schulz in den Niederlanden Duathlon-Europameisterin auf der Langdistanz.
Bei ihrem ersten Start auf der Ironman-Distanz (3,86 km Schwimmen, 180,2 km Radfahren und 42,195 km Laufen) konnte Jenny Schulz im Juli 2014 den Wettkampf in Frankfurt nicht beenden. Bei der Erstaustragung des Ironman Mallorca im September belegte sie den 13. Rang unter den Profi-Frauen.
Auf der Mitteldistanz wurde Jenny Schulz im Mai 2016 Zweite beim Linz Triathlon hinter der Österreicherin Michaela Herlbauer. Im August 2018 gewann die damals 34-Jährige nach 9:12:17 Stunden die 17. Austragung des Ostseeman mit neuem Streckenrekord. Seit 2022 tritt Jenny Schulz nicht mehr international in Erscheinung.

## Sportliche Erfolge
| Datum/Jahr    | Platz | Wettbewerb                                           | Austragungsort    | Zeit     | Bemerkung |
| ------------- | ----- | ---------------------------------------------------- | ----------------- | -------- | --- |
| 11. Apr. 2022 | 1     | Triathlon Portocolom                                 | Portocolom        | 04:17:49 | |
| 3. Aug. 2021  | 2     | Frankfurt City Triathlon                             | Frankfurt am Main | 03:45:23 | Mitteldistanz |
| 6. Okt. 2018  | 2     | Ironman 70.3 Lanzarote                               | Lanzarote         | 04:30:41 | |
| 24. Juni 2018 | 3     | Chiemsee Triathlon                                   | Chiemsee          |          | |
| 25. Nov. 2017 | 8     | Ironman 70.3 Bahrain                                 | Manama            | 04:21:34 | |
| 25. Juni 2017 | 2     | Chiemsee-Triathlon                                   | Chiemsee          | 04:10:49 | Zweite hinter Daniela Sämmler |
| 13. Mai 2017  | 5     | Ironman 70.3 Mallorca                                | Alcúdia           | 04:41:19 | |
| 9. Apr. 2017  | 2     | Triathlon de Portocolom                              | Portocolom        | 04:09:22 | 1 km Schwimmen, 100 km Radfahren und 10 km Laufen |
| 10. Dez. 2016 | 11    | Ironman 70.3 Bahrain                                 | Manama            |          | drittes Rennen der „Challenge Triple-Crown-Serie“ |
| 15. Okt. 2016 | 4     | Challenge Paguera-Mallorca                           | Paguera           | 04:38:37 | |
| 26. Juni 2016 | 3     | Chiemsee-Triathlon                                   | Chiemsee          | 04:19:11 | [ 9 ] |
| 12. Juni 2016 | 2     | Bonn-Triathlon                                       | Bonn              |          | Das Rennen musste witterungsbedingt als Duathlon ausgetragen werden (15 km Laufen, 60 km Radfahren und 7 km Laufen).                                                              |
| 28. Mai 2016  | 2     | Linz-Triathlon                                       | Linz              | 04:51:37 | Zweite auf der Mitteldistanz hinter Michaela Herlbauer |
| 21. Juni 2015 | 5     | Challenge Heilbronn                                  | Heilbronn         | 04:53:11 | auf der Mitteldistanz bei der Erstaustragung |
| 24. Mai 2015  | DNF   | ETU Middle Distance Triathlon European Championships | Rimini            | –        | Europameisterschaft auf der Mitteldistanz im Rahmen der Challenge Rimini |
| 15. Juni 2014 | 9     | Challenge Kraichgau                                  | Kraichgau         | 04:44:50 | Deutsche Meisterschaft auf der Mitteldistanz |
| 24. Mai 2014  | 5     | Bilbao Triathlon                                     | Bilbao            | 04:50:44 | |
| 5. Okt. 2013  | 5     | Ironman 70.3 Lanzarote                               | Lanzarote         | 04:47:33 | |
| 7. Sep. 2013  | 3     | Triathlon de Gérardmer                               | Gérardmer         |          | auf der olympischen Distanz |
| 23. Juni 2013 | 2     | CityTriathlon Heilbronn                              | Heilbronn         | 03:26:52 | [ 10 ] |
| 9. Juni 2013  | 3     | Challenge Kraichgau                                  | Kraichgau         |          | Deutsche Vizemeisterin auf der Mitteldistanz |
| 1. Juli 2012  | 3     | Chiemsee Triathlon                                   | Chiemsee          |          | bei der Erstaustragung |
| 10. Juni 2012 | 9     | Challenge Kraichgau                                  | Kraichgau         | 04:34:18 | Europameisterschaft Mitteldistanz |
| 20. Mai 2012  | 10    | Ironman 70.3 Austria                                 | St. Pölten        | 04:37:04 | |
| 6. Mai 2012   | 2     | Siegerland-Cup                                       | Buschhütten       | 02:00:11 | |
| 24. Aug. 2011 | 8     | Viernheimer V-Card Triathlon                         | Viernheim         | 02:43:00 | |
| 31. Juli 2011 | 3     | HeidelbergMan                                        | Heidelberg        |          | |
| 26. Juni 2011 | 1     | Sylt-Triathlon                                       | List auf Sylt     | 02:31:51 | Sieg neben Faris Al-Sultan bei den Männern bei der Erstaustragung auf Sylt (1,5 km Schwimmen, 46 km Radfahren und 12 km Laufen)                                                   |
| 15. Aug. 2010 | 8     | Ironman 70.3 Germany                                 | Wiesbaden         |          | |
| 1. Aug. 2010  | 1     | HeidelbergMan                                        | Heidelberg        | 02:04:52 | Sieg auf der Triathlon-Kurzdistanz (wegen zu starker Strömung musste auf das flussaufwärts geplante Schwimmen im Neckar verzichtet werden) – neben Felix Schumann bei den Männern |
| 30. Mai 2010  | 2     | Stadt-Triathlon München                              | München           | 00:55:42 | hinter Anne Haug, vor Heidi Jesberger |

| Datum/Jahr    | Platz | Wettbewerb        | Austragungsort      | Zeit     | Bemerkung                                        |
| ------------- | ----- | ----------------- | ------------------- | -------- | ------------------------------------------------ |
| 6. Okt. 2022  | DNF   | Ironman Hawaii    | Hawaii              | –        | [ 13 ]                                           |
| 21. Mai 2022  | 4     | Ironman Lanzarote | Puerto del Carmen   | 10:16:41 |                                                  |
| 5. Sep. 2021  | 9     | Challenge Roth    | Roth                | 08:52:31 | verkürzte Raddistanz; Fünfte in der Elite-Klasse |
| 25. Mai 2019  | 4     | Ironman Lanzarote | Puerto del Carmen   | 10:12:40 |                                                  |
| 5. Aug. 2018  | 1     | Ostseeman         | Glücksburg (Ostsee) | 09:12:17 | Sieg mit neuem Streckenrekord                    |
| 27. Sep. 2014 | 17    | Ironman Mallorca  | Alcúdia             | 10:11:37 | bei der Erstaustragung auf Mallorca              |
| 6. Juli 2014  | DNF   | Ironman Germany   | Frankfurt am Main   | –        | Erster Start auf der Ironman-Distanz             |

| Datum/Jahr    | Platz | Wettbewerb                                   | Austragungsort    | Zeit     | Bemerkung |
| ------------- | ----- | -------------------------------------------- | ----------------- | -------- | --- |
| 12. Apr. 2015 | 6     | ETU Powerman Duathlon European Championships | Horst aan de Maas | 02:50:51 | Europameisterschaft Duathlon                                                                                         |
| 13. Apr. 2014 | 1     | Powerman Duathlon European Championships     | Horst aan de Maas | 03:03:54 | Duathlon-Europameisterin auf der Langdistanz                                                                         |
| 21. Apr. 2013 | 3     | Powerman Duathlon European Championships     | Horst aan de Maas | 03:00:08 | Duathlon-Europameisterschaft                                                                                         |
| 19. Jan. 2013 | 2     | International Lanzarote Duathlon             | Lanzarote         | 01:08:04 | Zweite hinter Eimear Mullan                                                                                          |
| 23. Sep. 2012 | 3     | ITU Duathlon World Championships             | Nancy             | 01:28:42 | im Mixed-Team mit Franziska Scheffler, Patrick Lange und Paul Schuster (2 km Laufen, 8 km Radfahren und 1 km Laufen) |
| 22. Sep. 2012 | 6     | ITU Duathlon World Championships             | Nancy             | 01:56:49 | |
| 1. Mai 2012   | 2     | DTU Deutsche Meisterschaft Duathlon          | Oberursel         |          | Deutsche Vizemeisterin Duathlon                                                                                      |
| 21. Jan. 2012 | 1     | International Lanzarote Duathlon             | Puerto del Carmen | 01:06:28 | |
| 24. Sep. 2011 | 2     | ITU Duathlon World Championships             | Gijón             | 02:02:47 | Zweite bei der Duathlon-Weltmeisterschaft                                                                            |
| 1. Mai 2011   | 1     | DTU Deutsche Meisterschaft Duathlon          | Oberursel         |          | Deutsche Meisterin Duathlon                                                                                          |
| 2011          | 4     | ETU Duathlon European Championship           | Limerick          | 01:55:14 | 10 km Laufen, 40 km Radfahren und 5 km Laufen                                                                        |
| 2010          | 1     | DTU Deutsche Meisterschaft Duathlon          | Oberursel         |          | Deutsche Meisterin Duathlon-Kurzdistanz                                                                              |
| 26. Apr. 2009 | 2     | DTU Deutsche Meisterschaft Duathlon          | Backnang          |          | Deutsche Vizemeisterin Duathlon-Kurzdistanz: 10 km erster Lauf, 40 km Radfahren und 5 km zweiter Lauf                |

| Datum/Jahr    | Platz | Wettbewerb                   | Austragungsort | Zeit     | Bemerkung                                                                                              |
| ------------- | ----- | ---------------------------- | -------------- | -------- | --- |
| 13. Nov. 2011 | 1     | Rüsselsheimer Cross-Duathlon | Rüsselsheim    | 01:07:41 | Schulz konnte ihren Titel aus dem Vorjahr erfolgreich verteidigen und sie gewann vor Natascha Schmitt. |
| Nov. 2010     | 1     | Rüsselsheimer Cross-Duathlon | Rüsselsheim    | 01:10:38 | Sieg vor Nicole Leder und Nicole Best (5 km Laufen, 20 km Mountainbiken und nochmals 2,5 km Laufen)    |
| 2007          | 2     | Rüsselsheimer Cross-Duathlon | Rüsselsheim    |          | |

| Datum/Jahr   | Platz | Wettbewerb               | Austragungsort    | Zeit     | Bemerkung |
| ------------ | ----- | ------------------------ | ----------------- | -------- | --------- |
| 9. März 2014 | 1     | Frankfurter Halbmarathon | Frankfurt am Main | 01:17:20 |           |